# Pogorenda
Pogorenda (lit. Pogarenda) − wieś na Litwie, w okręgu olickim, w rejonie orańskim, w gminie Marcinkańce. W 2011 roku była wyludniona.
W latach 1921–1939 wieś należała do gminy Berszty.
Według Powszechnego Spisu Ludności z 1921 roku ówczesny zaścianek zamieszkiwało 41 osób, 40 było wyznania rzymskokatolickiego, jedna prawosławnego. Jednocześnie 39 mieszkańców zadeklarowało polską przynależność narodową, 1 białoruską a 1 litewską. Było tu 6 budynków mieszkalnych.